# Afrikanische Ochsenfrösche

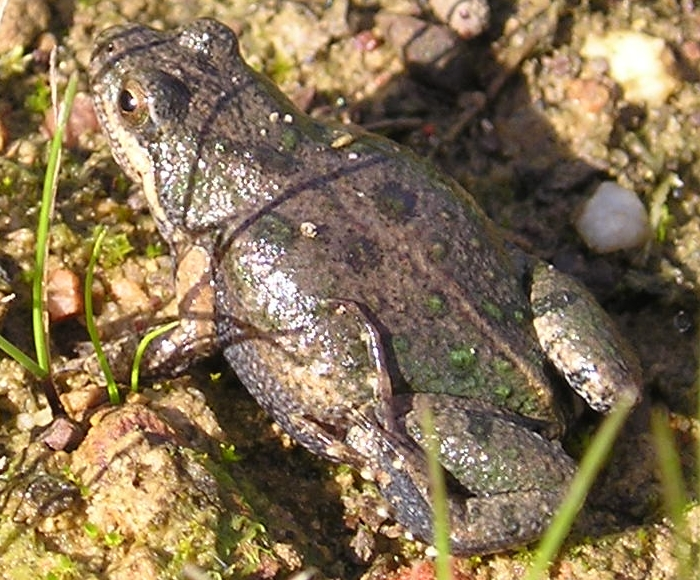
Cacosternum platys

Die Afrikanischen Ochsenfrösche (Pyxicephalidae) sind eine Familie der Froschlurche. Sie leben in Afrika, südlich der Sahara. Die Familie wurde 2006 aus der Familie der Echten Frösche (Ranidae) ausgegliedert.

## Merkmale
Die Afrikanischen Ochsenfrösche setzen sich aus morphologisch sehr unterschiedlichen Gattungen zusammen. Es gibt keine äußerlichen Gemeinsamkeiten, die man als Synapomorphie zur Abgrenzung von anderen Familien heranziehen könnte. Ein Merkmal, das den Gattungen dieser Familie fehlt, ist der lappenförmige, mediane Zungenfortsatz, der bei vielen altweltlichen Fröschen auftritt, darunter sind auch die mit den Pyxicephalidae nahe verwandten Petropedetidae und Phrynobatrachidae. Im Gegensatz zu der schwierigen äußerlichen Diagnose spricht der molekulargenetische Befund eindeutig für eine nahe Verwandtschaft der Gattungen innerhalb der Familie Pyxicephalidae.
Die Gattungen  Pyxicephalus und Aubria sind sehr groß und gedrungen. Sie bilden gemeinsam die Unterfamilie Pyxicephalinae. In der zweiten Unterfamilie, den Cacosterninae, ähneln nur die Gattungen Amietia und Strongylopus den Echten Fröschen in Größe und Aussehen. Die anderen Mitglieder dieser Unterfamilie sind im Allgemeinen sehr klein. Bei Microbatrachella, Nothophryne und Poyntonia ist das Omosternum (der vordere Teil des Brustbeins) sowie die Verbindung zwischen Procoracoid und Schlüsselbein kaum verknöchert.

## Systematik und Taxonomie
Während noch im Jahr 2005 die Afrikanischen Ochsenfrösche, mit nahezu dem gleichen Umfang an Gattungen wie heute, als Unterfamilie zur Familie Ranidae gezählt worden waren, wurden im Jahr 2006 in einer umfangreichen Studie von Darrel Frost und Anderen fast alle Unterfamilien der Ranidae zu eigenen Familien erhoben. Die Afrikanischen Ochsenfrösche wurden dann ihrerseits in zwei Unterfamilien gegliedert. Die Schwestergruppe der Pyxicephalidae sind die Petropedetidae, mit denen sie manchmal zur Überfamilie Pyxicephaloidea zusammengefasst wurden.

## Gattungen
Die Afrikanischen Ochsenfrösche umfassen zwei Unterfamilien mit insgesamt 82 Arten in zwölf Gattungen.
Stand: 6. April 2024
- Unterfamilie Cacosterninae (76 Arten)
  - Amietia Dubois, 1987 (16 Arten)
    - Amietia angolensis (Bocage, 1866)
    - Amietia chapini (Noble, 1924)
    - Amietia delalandii (Duméril and Bibron, 1841)
    - Amietia desaegeri (Laurent, 1972)
    - Amietia fuscigula (Duméril and Bibron, 1841) Amietia fuscigula

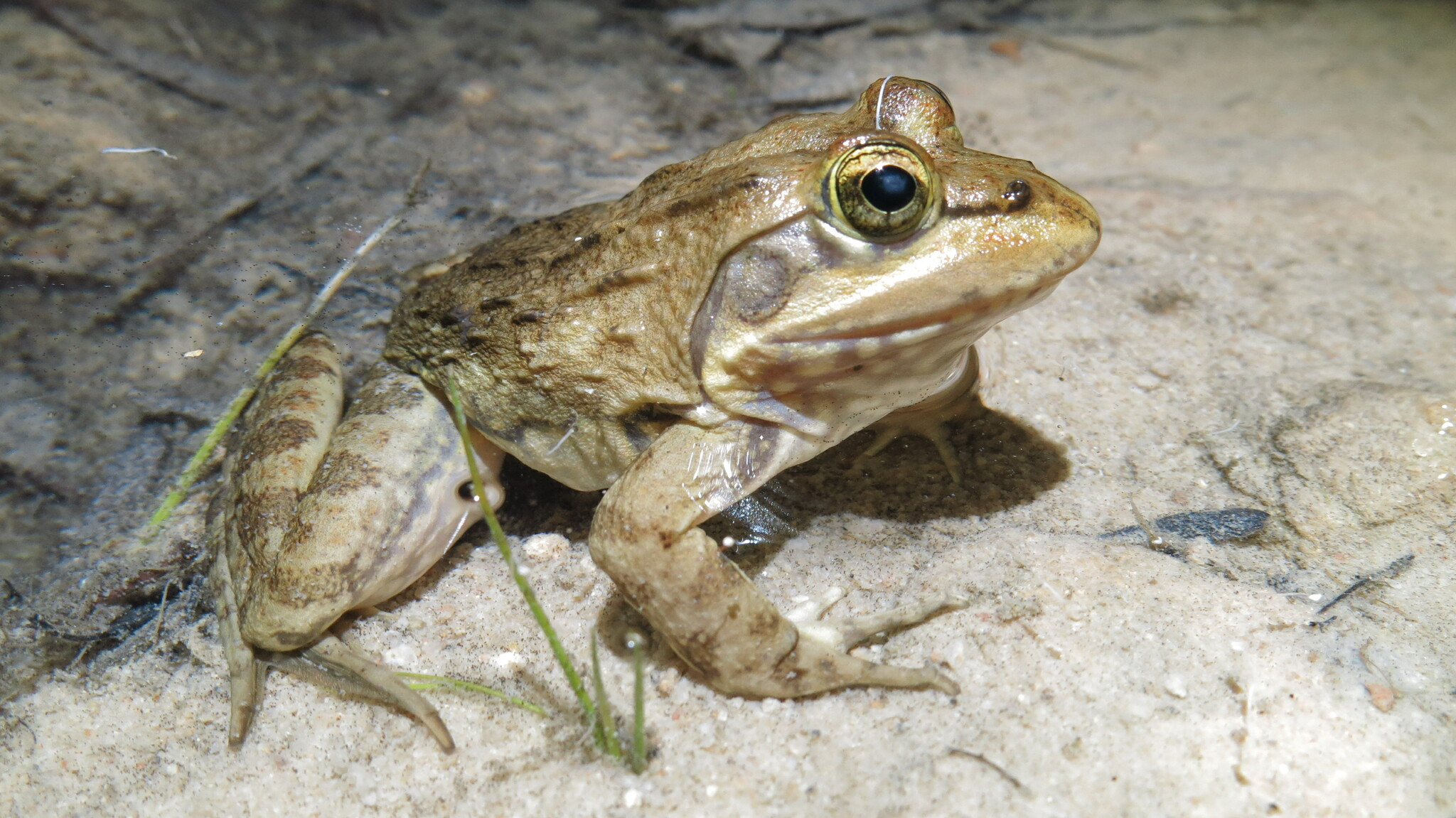
Amietia fuscigula

    - Amietia hymenopus (Boulenger, 1920)
    - Amietia inyangae (Poynton, 1966)
    - Amietia johnstoni (Günther, 1894)
    - Amietia moyerorum Channing, Dehling, Lötters & Ernst, 2016
    - Amietia nutti (Boulenger, 1896)
    - Amietia poyntoni Channing and Baptista, 2013
    - Amietia ruwenzorica (Laurent, 1972)
    - Amietia tenuoplicata (Pickersgill, 2007)
    - Amietia vandijki (Visser and Channing, 1997)
    - Amietia vertebralis (Hewitt, 1927)
    - Amietia wittei (Angel, 1924)

  - Anhydrophryne Hewitt, 1919 (3 Arten)
    - Anhydrophryne hewitti (FitzSimons, 1947)
    - Anhydrophryne ngongoniensis (Bishop & Passmore, 1993)
    - Anhydrophryne rattrayi Hewitt, 1919

  - Arthroleptella Hewitt, 1926 (10 Arten) 
    - Arthroleptella atermina Turner & Channing, 2017
    - Arthroleptella bicolor Hewitt, 1926
    - Arthroleptella draconella Turner & Channing
    - Arthroleptella drewesii Channing, Hendricks & Dawood, 1994
    - Arthroleptella kogelbergensis Turner & Channing, 2017
    - Arthroleptella landdrosia Dawood & Channing, 2000
    - Arthroleptella lightfooti (Boulenger, 1910)
    - Arthroleptella rugosa Turner & Channing, 2008
    - Arthroleptella subvoce Turner, de Villiers, Dawood & Channing, 2004
    - Arthroleptella villiersi Hewitt, 1935

  - Cacosternum Boulenger, 1887 (16 Arten)
  - Microbatrachella Hewitt, 1926 (1 Art) 
    - Microbatrachella capensis (Boulenger, 1910)

  - Natalobatrachus Hewitt & Methuen, 1912 (1 Art)
    - Natalobatrachus bonebergi Hewitt & Methuen, 1912

  - Nothophryne Poynton, 1963 (5 Arten)
    - Nothophryne baylissi Conradie, Bittencourt-Silva, Farooq, Loader, Menegon & Tolley, 2018
    - Nothophryne broadleyi Poynton, 1963
    - Nothophryne inagoensis Conradie, Bittencourt-Silva, Farooq, Loader, Menegon & Tolley, 2018
    - Nothophryne ribauensis Conradie, Bittencourt-Silva, Farooq, Loader, Menegon & Tolley, 2018
    - Nothophryne unilurio Conradie, Bittencourt-Silva, Farooq, Loader, Menegon & Tolley, 2018

  - Poyntonia Channing & Boycott, 1989 (1 Art)
    - Poyntonia paludicola Channing & Boycott, 1989

  - Strongylopus Tschudi, 1838 (6 Arten)
    - Strongylopus bonaespei (Dubois, 1981)
    - Strongylopus fasciatus (Smith, 1849)
    - Strongylopus grayii (Smith, 1849)
    - Strongylopus merumontanus (Lönnberg, 1907)
    - Strongylopus rhodesianus (Hewitt, 1933)
    - Strongylopus wageri (Wager, 1961)

  - Tomopterna Duméril & Bibron, 1841 (17 Arten):
    - Tomopterna adiastola Channing & Du Preez, 2020
    - Tomopterna ahli (Deckert, 1938)
    - Tomopterna branchi Wilson & Channing, 2019
    - Tomopterna cryptotis (Boulenger, 1907)
    - Tomopterna delalandii (Tschudi, 1838)
    - Tomopterna elegans (Calabresi, 1927)
    - Tomopterna gallmanni Wasonga & Channing, 2013
    - Tomopterna kachowskii (Nikolskii, 1900)
    - Tomopterna krugerensis Passmore & Carruthers, 1975
    - Tomopterna luganga Channing, Moyer & Dawood, 2004
    - Tomopterna marmorata (Peters, 1854)
    - Tomopterna milletihorsini (Angel, 1922)
    - Tomopterna monticola (Fischer, 1884)
    - Tomopterna natalensis (Smith, 1849)
    - Tomopterna tandyi Channing & Bogart, 1996
    - Tomopterna tuberculosa (Boulenger, 1882)
    - Tomopterna wambensis Wasonga & Channing, 2013
- Unterfamilie Pyxicephalinae (6 Arten)
  - Aubria Boulenger, 1917 (2 Arten)
    - Aubria masako Ohler and Kazadi, 1990
    - Aubria subsigillata (Duméril, 1856)

  - Pyxicephalus Tschudi, 1838 (4 Arten)
    - Pyxicephalus adspersus Tschudi, 1838
    - Pyxicephalus angusticeps Parry, 1982
    - Pyxicephalus beytelli Du Preez, Netherlands, Rödel & Channing, 2024[5]
    - Pyxicephalus edulis Peters, 1854
    - Pyxicephalus obbianus Calabresi, 1927

Die monotypische Gattung Ericabatrachus (mit der einzigen Art Ericabatrachus baleensis) ist schwer einzuordnen und wird von Darrel R. Frost in die Familie der Afrikanischen Ochsenfrösche, in anderen Systematiken in die Nähe der Petropedetidae gestellt. Nach einer neueren Analyse ist die Einbeziehung in die Petropedetidae gerechtfertigt.